# Gaël Sesboüé
Gaël Sesboüé, né en 1974, est un chorégraphe et danseur français de danse contemporaine.

## Biographie
Gaël Sesboüé commence la danse post-moderne en 1983 avec Maribé Demaille, dont il suivra l'enseignement pendant près de 10 ans, à Crozon dans le Finistère (France). Il développe parallèlement sa formation auprès de figures majeures de la danse contemporaine : Jean Cébron, Mirjam Berns, Carlotta Ikeda, Dominique Bagouet, Angelin Preljocaj, Régine Chopinot, Catherine Diverrès, et réalise dès 1985 une dizaine de courtes pièces chorégraphiques présentées dans différents festivals. Il initie en 1990 l’Association Lola Gatt avant d'entamer à partir de 1995 une carrière d’interprète, il collabore ainsi aux projets de Geisha Fontaine et Pierre Cottreau, Christian Rizzo, Tamara Stuart-Ewing, Christine Olivo, Christian Bourigault, Cédric Gourmelon, Xavier Le Roy… Il décide en 2007 de se consacrer en priorité à l'écriture chorégraphique et au développement de l'Association Lola Gatt à Brest. Association dont il partage depuis 2014 la direction artistique avec les chorégraphes Marie-Laure Caradec et Betty Tchomanga. Les différentes créations de Gaël Sesboüé ont été diffusées notamment dans le cadre des festivals Artdanthé, Hors-saison, Faits d'hiver, Anticodes, Agitato, Festival d'Avignon, Dañsfabrik, Kent dancing festival, A domicile - Guisseny, mais aussi dans différents espaces muséaux ou salles d’exposition : la Sidney Cooper Gallery à Canterbury, Passerelle Centre d'art contemporain à Brest, le Musée d'art moderne André-Malraux au Havre, le Musée d'art moderne et contemporain (Strasbourg), le Musée des beaux-arts de Brest...

## Principales chorégraphies
- 2019 : Hors-titre / Les assises
- 2019 : Maintenant, oui[3],[4]
- 2019 : Ove
- 2017 : O,S[5]
- 2016 : Sloth
- 2014 : gê
- 2013 : Le gardien
- 2012 : Grammes[6],[7]
- 2011 : Relatives T
- 2010 : Le Champ[8]
- 2009 : Selman[9]
- 2009 : An Selm
- 2008 : Body West End[10]
- 2006 : Pleased (en collaboration avec Claudie Douet)

## Premières pièces
- 2000-1985 : Walking on salt, A corps rapportés, Perf, Raspoutine, Raptus, Huis Clos, Heure d'été, 3.30, Parlez moi de..., Olo...

## Filmographie
- 1998 : Delirious DJQ, vidéoclip couleur réalisé par Daniel Ablin[11]